# Asaphomorpha rotundiceps
Asaphomorpha rotundiceps är en skalbaggsart som beskrevs av Marc Lacroix 1989. Asaphomorpha rotundiceps ingår i släktet Asaphomorpha och familjen Melolonthidae. Inga underarter finns listade.